# Aku (Volk)
Die Aku sind eine Volksgruppe im afrikanischen Staat Gambia.
Die Aku sind Nachkommen befreiter Sklaven, die im 19. Jahrhundert zunächst in Sierra Leone angesiedelt wurden. Später, als Freetown in Sierra Leone stark bevölkert war, ging man dazu über, befreite Sklaven auch in Bathurst (alter Name der heutigen Hauptstadt Banjul), in Gambia anzusiedeln. Diese Volksgruppe, die nur in Gambia vorkommt, nennt man Aku.
Die Aku stellen etwa ein Prozent der Bevölkerung von Gambia und sind meist Anhänger des christlichen Glaubens.

## Sprache
Als Sprache wird ein Dialekt der Kreolsprache Krio gesprochen, den man ebenfalls Aku oder Gambisches Krio nennt.